# Cristian Damián Torres
Cristian Damián Torres (Vicente López, 18 giugno 1985) è un ex calciatore argentino naturalizzato lettone, di ruolo centrocampista.

## Palmarès

### Club

#### Competizioni nazionali
- Campionato lettone: 1

Liepāja: 2015
- Coppa di Lettonia: 1

Liepāja: 2017

#### Competizioni internazionali
- Baltic League: 1

Metalurgs Liepaja: 2007